# Winkelman
Ne doit pas être confondu avec Winkelmann.
Pour les articles homonymes, voir Winkelman (homonymie).
Winkelman est une ville américaine située dans les comtés de Gila et de Pinal en Arizona.

## Description
La municipalité s'étend sur 0,75 milles carrés (1,94 km2), dont 0,29 milles carrés (0,75 km2) dans le comté de Gila et 0,46 milles carrés (1,19 km2) dans le comté de Pinal. Selon le recensement de 2010, Winkelman compte 353 habitants, résidant tous dans le comté de Gila.

## Démographie
| 1910 | 1920 | 1930 | 1940 | 1950 | 1960  |
| ---- | ---- | ---- | ---- | ---- | ----- |
| 484  | 573  | 729  | 524  | 548  | 1 123 |

| 1970 | 1980  | 1990 | 2000 | 2010 | - |
| ---- | ----- | ---- | ---- | ---- | - |
| 974  | 1 060 | 676  | 443  | 353  | - |